# 芒究水库
芒究水库也称孔雀湖，是中国云南省德宏傣族景颇族自治州芒市境内的一座水库，位于南木黑河上。水库正常库容为1861.4万立方米，集雨面积为32平方千米，海拔为943米。
芒究水库于1958年“大跃进”中仓促动工，是个“三边”（边测量、边设计、边施工）工程，1962年完成全部设计，1975年基本完工，1986年又进行了除险加固工程。芒究水库是以灌溉为主，综合利用的蓄水工程，兼有发电、养鱼、防洪、饮水等生产服务功能。芒究水库也是芒市的一个旅游区，列入国家水利风景区名单。